# Isola Richard
L'isola Richard (in inglese Richards Island) è una delle moltissime isole dell'Arcipelago artico canadese e appartiene ai Territori del Nord-Ovest, Canada.

## Geografia
Con una superficie di 2.165 km² l'isola Richard si colloca al 194º posto tra le isole più grandi del mondo. L'isola è lunga circa 80 km e larga fino a 40; il suo limite est è delimitato dal canale principale del fiume Mackenzie mentre il confine ad ovest è dato dal più stretto canale Reindeer.
Completamente disabitata, l'isola Richard possiede diversi siti di estrazione di petrolio e gas naturale.

## Storia
L'isola è stata chiamata così dal naturalista John Richardson nel 1826 in onore di John Baker Richards, governatore della Banca d'Inghilterra.